# IMFACT (音楽グループ)
IMFACT（インファクト、朝: 임팩트）は、2016年にデビューした韓国の5人組男性アイドルグループである。スター帝国所属。

## 概要
2016年1月27日にファーストミニアルバム『Lollipop』で韓国デビュー。メンバー自身が作詞、作曲、振付を担当している。

## メンバー
| 名前    | 名前           | 名前   | 名前       | 名前   | 生年月日（満年齢）     | 出身国 | 担当                                     |
| JEUP    | パク・ジェオプ | 박제업 | Park Je-up | 朴帝業 | 1993年3月27日（32歳）  | 韓国   | メインボーカル                           |
| TAEHO   | キム・テホ     | 김태호 | Kim Tae-ho | 金台祜 | 1993年11月1日（31歳）  | 韓国   | リードボーカル、メインダンサー           |
| JIAN    | イ・ジアン     | 이지안 | Lee Ji-an  | 李摯安 | 1993年11月8日（31歳）  | 韓国   | リーダー、リードラッパー、リードダンサー |
| LEESANG | イ・サン       | 이상   | Lee Sang   | 李想   | 1995年10月17日（29歳） | 韓国   | サブボーカル                             |
| UNGJAE  | ナ・ウンジェ   | 나웅재 | Na Ung-jae | 羅雄載 | 1998年5月28日（26歳）  | 韓国   | メインラッパー                           |

### 韓国
- IMFACT official website （朝鮮語）
- IMFACT - YouTubeチャンネル
- 임팩트 IMFACT (@imfactofficial) - X（旧Twitter）
- 임팩트 (@imfact_twt) - X（旧Twitter）
- IMFACT (@official_imfact) - Instagram

### 日本
- IMFACT FCサイト （日本語）
- IMFACT JAPAN (@imfact_jp) - X（旧Twitter）

| スタブアイコン | サブスタブ | この項目は、まだ閲覧者の調べものの参照としては役立たない、アイドル（グラビアアイドル・ライブアイドル・ネットアイドル・レースクイーン・コスプレイヤーなどを含む）に関連した書きかけの項目です。この項目を加筆・訂正などしてくださる協力者を求めています（P:アイドル/PJ:芸能人）。 |